# Solitär (brädspel)

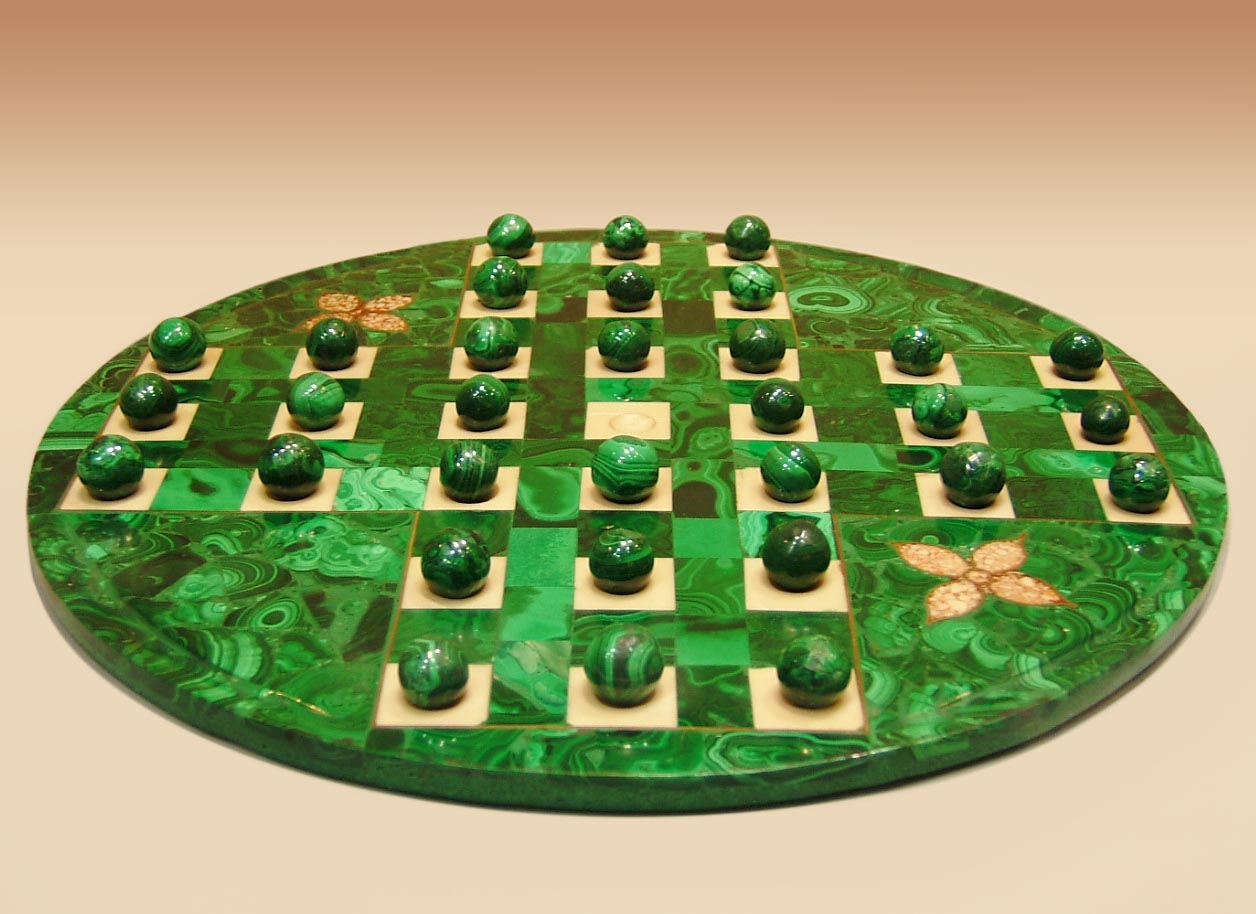
Brädspelet engelsk solitär

Solitär är ett brädspel som sägs ha uppfunnits av en adelsman som satt i ensamcell i Bastiljen. Spelet finns i två varianter, engelsk solitär och fransk solitär.
Spelet spelas av en person och målet är att - genom att låta spelpjäserna hoppa över varandra - ta bort alla spelpjäser utom en. Denna sista spelpjäs ska dessutom hamna i mitten av spelbrädet.